# Lawrence Kohlberg
Pour les articles homonymes, voir Kohlberg.
Lawrence Kohlberg, né le 25 octobre 1927 à Bronxville et mort le 19 janvier 1987, est un psychologue américain qui enseigna à l'université de Chicago ainsi qu'à Harvard. Selon un classement de Haggbloom et al, il fait partie des 30 psychologues les plus importants du XXe siècle .
Fondant son travail sur la théorie des paliers d'acquisition de Jean Piaget, il est principalement connu pour ses recherches dans le domaine de l'éducation, du raisonnement et du développement, plus précisément pour avoir établi une échelle du développement moral  (appelée théorie du développement moral de Kohlberg). D'autres comme Elliot Turiel (en) ou James Rest (en), contribueront à l'approfondissement de ses thèses.

## Théories
Son échelle du développement moral comprend les niveaux suivants:
Le jugement moral
- Niveau 1 (5-12 ans) : pré-conventionnelle. Axé sur le bien-être personnel par l'évitement de punition et l'obtention de récompenses. 
  - Stade 1 : orientation de la punition et de l'obéissance à l'autorité; la loi du plus fort.
  - Stade 2 : orientation du relativisme instrumental; il exige la réciprocité, mais il veut tout de même satisfaire ses besoins personnels.

- Niveau 2 (13-20 ans) : morale conventionnelle. Axée sur les règles sociales et les lois.
  - Stade 3 : orientation de la bonne concordance interpersonnelle; la bonne fille et le bon garçon; chercher l'approbation et à plaire
  - Stade 4 : obéissance aux lois établies, il ne se pose pas de questions sur la légitimité de la loi et l'ordre

- Niveau 3 (vers 25 ans) : morale post-conventionnelle. Axée sur les principes moraux.
  - Stade 5 : orientation pour le bien commun; le contrat social. (environ 17% de la population)
  - Stade 6 : orientation des principes généraux déterminant le bien et le mal; principe d'éthique universelle; peuvent contredire des principes égocentriques et juridiques. (environ 4% de la population)

## Réception et critique
La théorie du développement moral de Kohlberg domine pendant les années 1970 et 1980 dans le domaine de la psychologie morale de telle manière que l’idée même de « développement moral » est souvent identifiée avec cette approche cognitive. 
Les années 1980 voient un déclin académique de l'hégémonie de l'éthique formaliste de Piaget et Kohlberg. Le structuralisme moral de Kohlberg est répudié par certains et revu par d'autres. Parmi les auteurs qui rejettent les théories de Kohlberg se trouvent : Paul Vitz, Paul Philibert, Owen Flanagan et John C. Gibbs. Owen Flanagan conteste ainsi certains présupposés empiriques et philosophiques de Kohlberg. Il rejette l’idée d’égalité du potentiel moral pour conclure que « la théorie de Kohlberg est « un échec lamentable, un programme de recherche complètement dégénéré malgré le nombre de ses fidèles et leur loyauté ».
À la suite des travaux de Kohlberg sur le développement moral des individus, la psychologue américaine Carol Gilligan, qui critique l'importance accordée par Kohlberg à la voix des garçons au détriment de celle des filles, rédige son ouvrage Une voix différente en 1982. Elle y construit une théorie morale fondée sur les discours des filles, dans lesquels on retrouve l'importance de l'empathie, du dialogue et encore de l'écoute dans la résolution des conflits moraux. Cet ouvrage sera fondateur de l'éthique du care, courant pluridisciplinaire repris par de nombreuses personnalités universitaires telles que Joan Tronto en sciences politiques ou encore Vrinda Dalmiya en philosophie.

## Publications
- Pierre Moessinger, La psychologie morale,  coll. "Que sais-je ?", ed. Presses Universitaires de France, 1989,  (ISBN 2130423876)